# Petr Němec
Petr Němec (Ostrava, 1957. június 7. –) olimpiai bajnok csehszlovák válogatott cseh labdarúgó, edző.

## Pályafutása

### Klubcsapatban
Pályafutása jelentős részét a Baník Ostravában töltötte, ahol 1977 és 1986 között játszott. Ezalatt a csehszlovák bajnokságot két, a csehszlovák kupát egy alkalommal sikerült megnyernie. Később játszott még a Sklo Union Teplicében is egy szezont.

### A válogatottban
1981-ben 5 alkalommal szerepelt a csehszlovák válogatottban. Részt vett az 1980-as Európa-bajnokságon és tagja volt az 1980-ban olimpiát nyerő válogatott keretének is.

### Edzőként
Az edzősködést Lengyelországban a Śląsk Wrocław csapatánál kezdte. Később dolgozott a Widzew Łódź (2003), az Ostrowiec Świętokrzyski (2004), a Miedź Legnica (2006–2007), a Flota Świnoujście (2007–2011), a Arka Gdynia (2011–2012) és az FK Ústí nad Labem (2014–2016) együtteseinél. 2016 óta Warta Poznań vezetőedzői feladatait látja el.

## Sikerei, díjai

### Játékosként
Baník Ostrava
- Csehszlovák bajnok (2): 1979–80, 1980–81
- Csehszlovák kupa (1): 1977–78

Csehszlovákia
- Európa-bajnoki bronzérmes (1): 1980
- Olimpiai bajnok (1): 1980